# خيسوس رودريغيز ماغرو
خيسوس رودريغيز ماغرو (بالإسبانية: Jesús Rodríguez Magro)‏ ولد بتاريخ 28 مايو 1960 في مدريد، هو دراج إسباني سابق.

## روابط خارجية
- خيسوس رودريغيز ماغرو على موقع أرشيف الدراجات (الإنجليزية)
- خيسوس رودريغيز ماغرو على موقع إحصائيات الدراجات الإحترافية (الإنجليزية)
- خيسوس رودريغيز ماغرو على موقع CycleBase (الإنجليزية)